# Neptunea ventricosa
Neptunea ventricosa är en snäckart som först beskrevs av Gmelin 1791.  Neptunea ventricosa ingår i släktet Neptunea och familjen valthornssnäckor. Inga underarter finns listade i Catalogue of Life.